# Рут (Невада)
Рут (англ. Ruth) — населённый пункт и статистически обособленная местность в округе Уайт-Пайн, штат Невада, США. Возник в 1903 году вокруг медно-порфировых месторождений Robinson Mine.

## История
Рут был основан в 1903 году как поселение для рабочих Уайт-Пайнской медной компании (англ. White Pine Copper Company) и получил своё название по имени дочери владельца шахты Даниэля Макдональда, Рут. Подъём городка начинается с открытием Невадской северной железной дороги (англ. Nevada Northern Railway). 17 ноября 1904 года Уайт-Пайнская медная компания объединилась с Boston and Nevada Copper Company, создав Nevada Consolidated Copper Company или Nevada Con.
Так как большинство домов и административных зданий принадлежали Nevada Con, то Рут в те времена, представлял собой типичный company town — город, в котором большинство населения работает на одну компанию (ср.: градообразующий завод), поэтому в городе были запрещены салуны и бордели. К началу Великой депрессии население городка составляло около 2300 человек.
В 1932 году Kennecott Copper Corporation (КСС) скупает часть акций Nevada Con, а 12 июня 1933 года приобретает всю компанию, включая и шахты около Рут. Позднее, уже дочерняя компания КСС, получит имя Nevada Consolidated Copper Corporation.
В 1955 году КСС продаёт принадлежащее ей имущество в Рут компании Джона Гэлбрейта, жителям была дана возможность выкупить дома, которые они арендовали.
В 1958 году КСС приобретает полный контроль над шахтами, купив их у Consolidated Coppermines Corporation.
В 1978 году для Рут наступает время упадка, в связи с закрытием КСС шахт в Неваде, в 1986 году была закрыта начальная школа городка. Ситуация начинает меняться лишь, сначала, с деятельностью BHP Billiton, которая вновь запускает работу Robinson Mine с 1996 по 1999 годы, а затем с 2004 — Quadra FNX Mining.
Рут послужил вдохновением для Стивена Кинга при создании романа Безнадёга.

## Демография
По данным на июль 2007 года, население Рут составляло 510 человек. Расовый состав: белые — 87,9 %; афроамериканцы — 0,2 %; индейцы — 3 %; указавшие две или более расы — 1,8 %. Доля «испаноязычных или латиноамериканцев» составила 7,1 %.
|                             |               |
| Рут. Эксплуатационный копёр | Robinson Mine |